# Murilo Fischer
Murilo Antonio Fischer (ur. 16 czerwca 1979 w Brusque) – brazylijski kolarz szosowy, zawodnik profesjonalnej grupy FDJ.
Jest sprinterem. Czterokrotnie startował w igrzyskach olimpijskich.

## Najważniejsze zwycięstwa i sukcesy
2005
- 1. miejsce w Giro del Piemonte
- 1. miejsce w Gran Premio Bruno Beghelli
- 1. miejsce w Gran Premio Industria e Commercio di Prato
- 1. miejsce na 3. etapie Tour of Qinghai Lake
- 1. miejsce na 1. i 3. etapie Uniqa Classic
- 5. miejsce w mistrzostwach świata (start wspólny)

2007
- 1. miejsce na 5. etapie Tour de Pologne

2008
- 4. miejsce w Vattenfall Cyclassics

2009
- 1. miejsce w Giro della Romagna

2010
- 1. miejsce w mistrzostwach Brazylii (start wspólny)

2011
- 1. miejsce w mistrzostwach Brazylii (start wspólny)